# Таскудык (Павлодарская область)
Таскудык (каз. Тасқұдық, до 2001 г. — Пограничник) — станция в Павлодарской области Казахстана. Находится в подчинении городской администрации Аксу. Входит в состав Пограничного сельского округа. Код КАТО — 551665400.

## Население
В 1999 году население населённого пункта составляло 140 человек (74 мужчины и 66 женщин). По данным переписи 2009 года, в населённом пункте проживал 41 человек (21 мужчина и 20 женщин).